# Ломтик жизни
Ломтик жизни (фр. tranche de vie), он же срез жизни (англ. slice of life) или же повседневность — термин, который относится к натуралистическому театру и обозначает натуралистичное описание реальной жизни героев. Возник в 1890—1895 годах. Впервые, предположительно, был использован французским драматургом и литературным критиком Жаном Жюльеном (фр. Jean Jullien; 1854—1919).

## История
Жюльен ввёл это понятие вскоре после постановки пьесы «Серенада» (1887), как отметил Уэйн С. Терни в своем эссе «Заметки о натурализме в театре» (англ. Notes on Naturalism in the Theatre). Свои пьесы драматург старался ставить таким образом, чтобы композиция, декорации и сюжет представляли собой динамическое и точное отражение реальности. «Серенада» повествует о коррумпированных, морально разложившихся персонажах, которые выглядят респектабельными и «улыбаются, улыбаются, проклятые злодеи…». Известно изречение Жюльена о натурализме (1892): «Пьеса — это ломтик жизни, с искусством положенный на сцену». Жюльен также написал, что «…наша цель заключается в создании не смеха, но мысли». Он чувствовал, что история в пьесе не оканчивается занавесом, который, по его словам, «только произвольный перерыв действия, оставляющий зрителю возможность свободно размышлять о том, что происходит дальше». В похожем стиле, но на более высоком эстетическом уровне, были исполнены французские натуралистические комедии comédie rosse (фр. rosse — «кляча»).

## Современное использование
Западный термин slice of life («срез жизни») является калькой с французского. В 1950-х годах он являлся синонимом так называемого «кухонного реализма» британских фильмов и театра. В настоящее время так называют любое реалистическое описание или представление событий и ситуаций из повседневной жизни в литературе, кино, журналистике, комиксах (Achewood, Questionable Content) и т. д. В кинематографе (в частности, по отношению к аниме) этот жанр также называется «повседневность». Акцент делается на чувствах и поведении персонажей. Типичные сюжеты: героиню увольняют, потому что она распивала алкогольные напитки на работе; коллекционер находит ценную вещь для своей коллекции; герой постоянно опаздывает на работу, потому что с опозданием приходит его автобус; в школе на героя постоянно кричит учительница потому, что он забыл тетрадь и т.д.